# Niko Prijatelj
Niko Prijatelj, slovenski matematik, pedagog in avtor učbenikov, * 31. januar 1922, Ljubljana, † 16. julij 2003, Ljubljana. Bil je redni profesor za didaktiko matematike na FNT v Ljubljani in logik.
Prijatelj je bil od leta 1994 častni član Društva matematikov, fizikov in astronomov Slovenije.